# Cottus asperrimus
Cottus asperrimus är en fiskart som beskrevs av Rutter, 1908. Cottus asperrimus ingår i släktet Cottus och familjen simpor. IUCN kategoriserar arten globalt som sårbar. Inga underarter finns listade i Catalogue of Life.